# Клименко, Глеб Викторович
Глеб Викторович Клименко (род. 28 июля 1983, Хабаровск, Хабаровский край, РСФСР, СССР) — российский хоккеист, нападающий. Обладатель Кубка Гагарина (2009). Мастер спорта России.
6 января 2009 года забил три гола в ворота «Химика» (3:1), осуществив первый хет-трик хоккеистов «Витязя» в истории КХЛ.
Сезон КХЛ 2016—2017 начал в составе хабаровского «Амура», однако уже 4 октября покинул команду.

## Достижения
- Обладатель Кубка Гагарина 2009 в составе казанского «Ак Барса».
- Чемпион России 2008/09 в составе ХК «Ак Барс».
- Обладатель Кубка Шпенглера 2010/11 в составе СКА.
- Лучший снайпер плей-офф в сезоне 2010/11 в составе «Металлурга» Магнитогорск.
- Чемпион Белоруссии 2016/17 в составе ХК «Неман» Гродно.
- Чемпион Польши 2017/18, 2018/19 в составе «Тыхы»